# Elaphria antica
Elaphria antica là một loài bướm đêm trong họ Noctuidae.